# Tillandsia atroviolacea
Espèce
Classification phylogénétique
Statut de conservation UICN

 DD  : Données insuffisantes
Tillandsia atroviolacea est une espèce de plantes de la famille des Bromeliaceae, endémique du Mexique.

## Menaces et protection
L'Union internationale pour la conservation de la nature a classé Tillandsia atroviolacea dans la catégorie « Données insuffisantes ».